# أهوار الشامية
أهوار الشامية هي مجموعة من الأهوار تقع في قضاء الشامية في محافظة الديوانية جنوب العراق، مشارف الأهوار ممتدة من أقصى تخوم المشخاب والمهناوية حتى غماس، أهوار منطقة الشامية والمشخاب تقدر المساحة التي تغمرها مياه الفيضان في هذه المنطقة بنحو (1600 كم2). ومن أوسع الأهوار الموجودة فيها، هو بحر الشنافية، وهور أبن نجم.